# Szczur żałobny
Szczur żałobny (Rattus lugens) – gatunek gryzonia z podrodziny myszy (Murinae) w obrębie rodziny myszowatych (Muridae). Słabo poznany ssak występujący endemicznie na Wyspach Mentawai; według Międzynarodowej Unii Ochrony Przyrody jest narażony na wyginięcie.

## Taksonomia
Gatunek po raz pierwszy zgodnie z zasadami nazewnictwa binominalnego opisał w 1903 roku amerykański botanik i zoolog Gerrit Smith Miller w artykule poświęconym siedemdziesięciu nowym malajskim ssakom, opublikowanym na łamach Smithsonian Collections; Miller umieścił nowy gatunek w rodzaju Mus, nadając mu binominalną nazwę Mus lugens. Miejsce typowe to Północna Pagai, Wyspy Mentawai, Sumatra Zachodnia, Indonezja. Holotyp to skóra i czaszka dorosłej samicy (sygnatura USNM:MAMM:121533) ze zbiorów Narodowego Muzeum Historii Naturalnej w Waszyngtonie. Okaz typowy zebrał 15 listopada 1902 roku amerykański chirurg, podróżnik, etnolog i przyrodnik William Louis Abbott.
Rattus lugens jest morfologicznie spokrewniony z R. adustus i R. simalurensis, które razem wydają się tworzyć grupę siostrzaną z R. tiomanicus, który należy do grupy gatunkowej rattus. Autorzy Illustrated Checklist of the Mammals of the World uznają ten gatunek za monotypowy.

### Etymologia
- Rattus: łac. rattus ‘szczur’[13].
- lugens: łac. lugens, lugentis ‘żałoba’, od lugere ‘opłakiwać’[14]; w aluzji do koloru futra[15].

## Zasięg występowania
Szczur żałobny występuje endemicznie na wyspach Siberut, Sipura, Północna Pagai i Południowa Pagai należących do archipelagu Wysp Mentawai na zachód od Sumatry w Indonezji.

## Morfologia
Długość ciała (bez ogona) około 226 mm, długość ogona około 210 mm, długość tylnej stopy holotypu 41 mm; brak szczegółowych danych dotyczących masy ciała. Futro jest gęste, cienkie i umiarkowanie grube. Futro na grzbiecie jest brązowoczarne, jaśniejsze i bardziej płowe po bokach ciała i wtapiające się w kierunku strony brzusznej. Brzuch jest łupkowoszary, z rdzawobrązową smugą na klatce piersiowej. Stopy są matowo rdzawobrązowe na górnej powierzchni. Uszy są czarnobrązowe. Ogon jest jednobarwny o czarnobrązowym kolorze i stanowi 93% długości głowy i ciała. Samica posiada trzy pary gruczołów mlekowych.

## Ekologia
Szczur żałobny zamieszkuje tropikalne, nizinne, wiecznie zielone lasy.
Brak informacji na temat pokarmu, migracji, organizacji społecznych, okresu rozrodu i wychowania młodych.

## Status zagrożenia
W Czerwonej księdze gatunków zagrożonych Międzynarodowej Unii Ochrony Przyrody i Jej Zasobów został zaliczony do kategorii VU (ang. vulnerable ‘narażony’). Siedlisko szczura żałobnego zostało w dużej mierze dotknięte wylesianiem spowodowanym pozyskiwaniem drewna i ekspansją rolnictwa (znaczna część obszaru występowania szczura to obecnie plantacje owoców mieszanych), a konkurencja z inwazyjnymi gatunkami z rodzaju Rattus również stanowi prawdopodobnie zagrożenie. Zasięg (Extent of Occurrence, EOO) tego szczura szacowany jest na około 13 317 km²; wszystkie osobniki występują w mniej niż pięciu obszarach i nie zamieszkują obszarów chronionych. Aby w pełni zrozumieć jego historię naturalną, taksonomię i zagrożenia w celu jego ochrony, potrzebne są dodatkowe badania. Konieczne są również badania, czy gatunek ten nadal istnieje, ponieważ nie widziano go na wolności od około 100 lat.